# طيهوج أزرق
طيهوج أزرق أو تنين العرين أو ديندراغابوس (الاسم العلمي: Dendragapus)، جنس طيور يتألف من نوعان من فصيلة التدرجية. تعيش في مناطق المرتفعات في أمريكا الشمالية وأوراسيا. يوجد طيهوج السخامي في نطاقات سلاسل جبال ساحل المحيط الهادئ وسييرا نيفادا، وأما الطيهوج الداكن يوجد في جبال روكي.